# لایه دوآ
لایهٔ دوآ (Dua's layer) لایه‌ای به‌تازگی کشف‌شده در قرنیهٔ انسان است که برای اولین‌بار در مقاله‌ای علمی در ژوئن ۲۰۱۳ مطرح شد. قطر این لایه ۱۵ میکرومتر (۰٫۰۰۰۵۹ اینچ) است و چهارمین لایه از بیرون به شمار می‌رود. این ششمین لایهٔ کشف‌شدهٔ قرنیه است. علی‌رغم نازکی‌اش، این لایه بسیار مقاوم و نسبت به هوا نفوذناپذیر است. مقاومت آن در حد تحمل ۲ بار (۲۰۰ کیلوپاسکال) فشار است.